# Liste der archaischen Keilschriftzeichen
Die Liste der archaischen Keilschriftzeichen (LAK) ist eine Zeichenliste für die sumerischen Keilschrift-Zeichen der vorklassischen Fara-Periode (frühe 2. Dynastie, etwa 28.–27. Jh. v. Chr.), veröffentlicht 1922 vom Sumerologen und Theologen P. Anton Deimel (1865–1954).
Die Liste führt 870 verschiedene Keilschriftzeichen auf.
Das Zeicheninventar in der archaischen Periode war beträchtlich größer als der Standardvorrat der Texte des klassischen Sumerischen (2600 bis 2350), Akkadischen (2350 bis 2100) oder Neu-Sumerischen (21. Jh.; alle Jahresangaben: Kurze Chronologie-Perioden). Das bedeutet, dass zahlreiche Zeichen, die durch ihre klassische Lesart identifiziert sind, verschiedene distinkte Zeichen der vorklassischen Periode fortführen. Wenn es erforderlich ist das gesuchte vorklassische Zeichen aufzufinden, wird dessen LAK-Nummer für gewöhnlich in der Form LAK-1 bis LAK-870 angegeben.

## Editionen
- Anton Deimel, Liste der archaischen Keilschriftzeichen, WVDOG 40, Leipzig (1922).